# East Wing

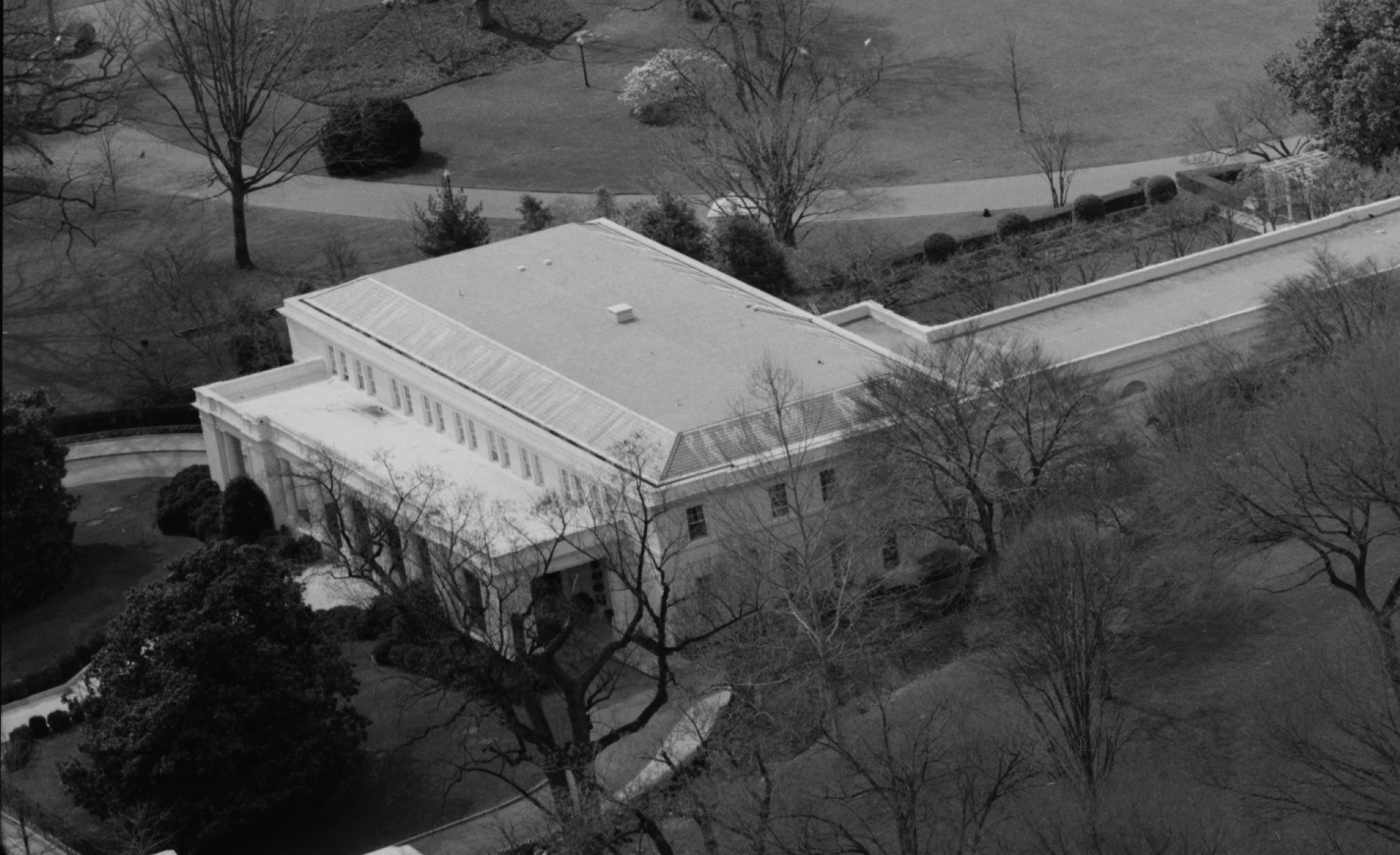
L'ala est della Casa Bianca nel 1992

L'East Wing (ala est) fa parte del complesso edilizio della Casa Bianca.  Si tratta di una struttura a due piani  a est della residenza esecutiva della Casa Bianca, la dimora del presidente degli Stati Uniti. Mentre l'ala ovest viene utilizzata generalmente dal personale dell'ufficio esecutivo del presidente, l'ala est funge da ufficio per la first lady e il suo staff, tra cui il segretario sociale della Casa Bianca, l'ufficio di grafica e calligrafia e il personale della corrispondenza. L'ala est comprende anche l'ingresso per i visitatori e il colonnato est, un corridoio che collega il corpo dell'ala est alla residenza. Lungo il corridoio si trova il teatro della Casa Bianca, chiamato anche il teatro della famiglia. I visitatori turistici della Casa Bianca di solito entrano dall'ala est   attraverso la hall rivestita in legno, dove sono appesi i ritratti di presidenti e first lady. Passano attraverso la Garden Room e lungo l'East Colonnade, che ha una vista sul Jacqueline Kennedy Garden, oltre il teatro fino al Visitors Foyer. L'ingresso è al piano terra. 

## Storia
Il presidente Thomas Jefferson fece aggiungere terrazze colonnate sui lati est e ovest della Casa Bianca, ma senza vere ali. Sotto Andrew Jackson, nel 1834, l'acqua corrente veniva convogliata da una sorgente e pompata sulla terrazza est in tubi di metallo. Questi attraversavano le pareti e sporgevano nelle stanze, dotati di rubinetti. Inizialmente l'acqua serviva per lavare le stoviglie, ma ben presto furono realizzati i primi bagni, nel colonnato est a livello del suolo. Martin Van Buren vi fece installare vasche da bagno. L'East Terrace fu rimossa nel 1866. Per molti anni, una serra occupò i terreni ad est della Casa Bianca. 
La prima piccola ala est fu costruita durante i lavori di ristrutturazione ordinati da Theodore Roosevelt, come ingresso per gli ospiti ufficiali e del pubblico. Questa serviva principalmente come ingresso per gli ospiti durante i grandi raduni sociali, quando era necessario ospitare molte auto e carrozze, oltre a molti mantelli e cappelli. La sua caratteristica principale era il lungo guardaroba con appendiabiti per cappotti e cappelli di signore e signori. 

Il complesso della Casa Bianca - ala est a destra

L'ala est così come esiste oggi fu aggiunta alla Casa Bianca nel 1942 principalmente per coprire la costruzione di un bunker sotterraneo, ora noto come Presidential Emergency Operations Center (PEOC). Nello stesso periodo, il guardaroba di Theodore Roosevelt divenne il cinema. Successivamente furono collocati, nell'ala est, gli uffici per la corrispondenza, i calligrafi e il segretario sociale. Eleanor Roosevelt assunse il primo segretario sociale. 
Rosalynn Carter, nel 1977, è stata la prima First Lady a mantenere il proprio ufficio nell'ala est.  Oggi, il segretario sociale prepara tutti gli inviti e la corrispondenza scritta per ogni evento che si tiene alla Casa Bianca.